# Michael Todd (astronomo)
| 257296 Jessicaamy  | 20 aprile 2009 |
| 296462 Corylachlan | 23 aprile 2009 |
| 392120 Heidiursula | 18 marzo 2009  |

Michael Todd (...) è un astronomo australiano.
Si è laureato nel 2010 all'Università dell'Australia Occidentale.
Il Minor Planet Center gli accredita le scoperte di tre asteroidi, effettuate tutte nel 2009.